# Storfjorden (Svalbard)
 For alternative betydninger, se Storfjorden. (Se også artikler, som begynder med Storfjorden)
Storfjorden er en fjord, eller mere præcist et havområde, på Svalbard, beliggende mellem Spitsbergen i vest og Edgeøya og Barentsøya i øst. Storfjorden er med en længde på 132 kilometer den længste fjord på Svalbard.
Fjordens begyndelse i syd opgives enten at være mellem Boltodden på Spitsbergen og Kvalpynten på Edgeøya (længden på 132 km er regnet herfra), men nogle kilder opgiver at fjorden starter længere mod syd, mellem  Kikutodden på Sørkapp Land i vest og Tusenøyane syd for Edgeøya i øst. På sydsiden af Edgeøya går Tjuvfjorden ind mod nordøst. Den nordligste del af Storfjorden, som ligger mellem Olav V Land og Barentsøya kaldes Ginevrabotn. Mellem Barentsøya og Edgeøya går Freemansundet østover til Olgastredet. På Spitsbergen grænser Storfjorden til Heer Land og Sabine Land. 
Storfjorden blev tidligere kaldt Wybe Jans Water, efter den frisiske hvalfanger Wybe Jansz van Stavoren. Fjorden blev første gang nævnt under dette navn i 1620.
Storfjorden var 21. februar 2008 epicenter for det største jordskælv som er registreret i Norge, med en styrke på 6,2 på richterskalaen, der dog var uden skader.